# Les Cols
Les Cols es una masía de Olot, provincia de Gerona, en un sector agropecuario y de importancia interés local. Durante la Guerra civil española sirvió de cuartel.
Se trata de una gran casa rectangular con tejado a dos aguas e inclinado hacia las fachadas principales. Se utilizaron sillar muy cuadrados para hacer las aberturas y las esquinas del edificio. Tiene una planta baja, un primer piso y un piso superior. La puerta principal está en la fachada oeste y el dintel lleva la inscripción de la fecha de 1779 y diseños estilizados. La fachada más destacada es la sur: la planta baja tiene tres grandes arcos de medio punto; la planta principal tiene dos arcos de medio punto sostenidos por columnas de base cuadrada y capiteles trapezoidales, y la planta superior tiene seis arcos de medio punto. Todo el conjunto está rodeado por un alto muro con una puerta de entrada en arco de medio punto y un pequeño tejado a dos aguas.
Desde mayo de 1990, el restaurante Les Cols, único restaurante de Olot que ha recibido dos estrellas Michelin, está establecido bajo la dirección de Fina Puigdevall. En 2005 sufrió una considerable transformación y ampliación, manteniendo los elementos esenciales para el estudio de los arquitectos RCR, se añadió un comedor y pabellones para servir de hotel, obra que contribuyó a la obtención del Premio Pritzker.